# The Wife's Awakening
The Wife's Awakening è un cortometraggio muto del 1911. Il nome del regista non viene riportato nei titoli del film che ha come interpreti King Baggot e Lucille Young.

## Trama
Trama di Moving Picture World synopsis in (EN)  su IMDb

## Produzione
Il film fu prodotto dall'Independent Moving Pictures Co. of America (IMP).

## Distribuzione
Il film - un cortometraggio di una bobina - uscì nelle sale cinematografiche USA il 9 novembre 1911 , distribuito dalla Motion Picture Distributors and Sales Company.